# Мария Новая
Мария Новая (Фракийская, греч. Μαρία ἡ Νέα, Sainte Marie la Jeune, умерла в 903 году) — святая Православной церкви. День памяти — 16 февраля (2 июня).

## Биография
Происходила из армянской семьи, как полагают, из рода Мамиконянов, переехавшей в Константинополь из Армении в период правления императора Василия I. Отец Марии был военным, как и её муж — друнгарий Никифор. Была кроткой и добродетельной супругой. Её благочестие в молитвах во время богослужения и дома, а также в широкой благотворительности. Автор Жития отмечает, что Мария относилась к своим слугам как к членам семьи, а не как к рабам. Когда в 894 году началась война с Симеоном, муж Марии был назначен командиром турмы в г. Визия во Фракии. Она последовала за ним на новое место и там продолжила благотворительную деятельность. Мария смиренно и благодарственными молитвами перенесла смерть своих двух малолетних сыновей, и ей были дарованы близнецы, один из которых, Ваан, вошёл в число святых, а другой, Стефан, принял монашество с именем Симеон.
Брат и сестра Никифора обвинили Марию в расточении имущества и в супружеской измене. Никифор, несмотря на то что Мария отрицала свою вину и говорила, что милостыней спасает не только свою, но и его душу, велел держать жену взаперти в спальне. Однажды недоброжелатели святой искажённо пересказали ему слова Марии, он разозлился и стал избивать супругу, при попытке убежать Мария повредила голову и умерла спустя несколько дней. Во время приготовления к погребению от тела Марии стало исходить благоухание. Когда были открыты её сундуки и шкафы, выяснилось, что она продала все драгоценности и наряды, чтобы помочь нищим, выкупать заключенных и украшать церкви.
Мария Новая была захоронена в кафедральном соборе Св. Софии в Визии, и спустя четыре месяца после захоронения у могилы произошло исцеление бесноватого. Визийский архиепископ Евфимий не верил, что чудеса могут совершаться не только «целомудренными мужами, святыми монахами и мучениками», но и замужней женщиной, но за этим чудом последовали другие, убедившие Врисийского епископа Стефана и прочих скептиков в святости Марии Новой. Никифор раскаялся, и спустя время его жена явилась ему во сне и попросила построить церковь в её честь. Новый храм был освящен архиепископом Евфимием, мощи Марии, несмотря на попытки клира Св. Софии воспрепятствовать этому, Никифор переместил туда же, и на новом месте также продолжились чудеса. Однажды Мария Новая явилась иконописцу из Редеста и попросила его написать её икону и отвезти в Визию.
Спустя двадцать пять лет после её смерти, когда война между болгарами и византийцами закончилась, её нетленное тело было перезахоронено в мраморной могиле. Для церкви, где была похоронена св. Мария, её сыновья выделили большую сумму денег и впоследствии сделали её монастырём.
Св. Мария является поместной святой города Визии и окрестных земель, так как на этой территории её семья играла важную роль. После середины X века ничего не известно про праздник почитания св. Марии. Отсутствие её имени в Константинопольском Синаксаре позволяет предположить, что почитание святой ограничивалось городом Визией и его окрестностями. Об обратном свидетельствует то, что к XV веку празднование её памяти (точнее её житие) сохранилось в двух житийных рукописях. Память св. Марии Новой Фракийской празднуется в православии 16 февраля и 2 июня.

### Дети
Сын — преподобный Марин (Константинопольский, ок. 930), в миру Ваан.
Сын — Стефан-Симеон — монах.